# Antoine Fauré
Antoine Fauré   (Saint-Étienne, 24 de desembre de 1883 - Dijon, 9 de setembre de 1954) va ser un ciclista francès que fou professional en el període anterior a la Primera Guerra Mundial. De la seva carrera esportiva es coneixen ben poques coses, sols que va prendre part en quatre edicions del Tour de França.

## Palmarès

### Resultats al Tour de França
- 1907. Abandona (2a etapa)
- 1909. 37è de la classificació general
- 1912. Abandona (4a etapa)